# Plynový pedál

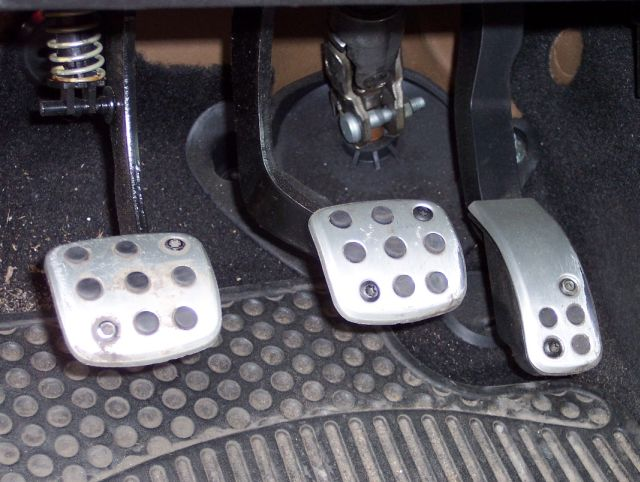
Pedály v automobilu Peugeot 206 - plynový pedál je zcela vpravo

Plynový pedál, nazývaný také plyn, je ovládací prvek motorového vozidla, kterým se řídí výkon motoru. V automobilech je umístěn na podlaze před sedadlem řidiče a je ovládán pravou nohou. Na motocyklech, u některých lehkých vozidel, nebo v případě individuální úpravy pro osobu se zdravotním postižením, se namísto plynového pedálu používá otočná rukojeť nebo ruční škrtící klapka.

## Výraz
Výraz „plynový pedál“ pochází z doby, kdy se tímto pedálem, s pomocí škrtící klapky nebo posuvníku, regulovalo množství vzduchu přiváděného do karburátoru. Po vynálezu vstřikování paliva už výraz neodpovídá svému původnímu významu. Přesnější výraz je akcelerátor.